# Asphalt Tango Records
Asphalt Tango Records ist ein Independent-Label mit Sitz in Berlin, das auf die Musik der Roma vom Balkan sowie Rock, Psychedelic Folk und Electronica aus Osteuropa spezialisiert ist.

## Entstehungsgeschichte
Asphalt Tango Production wurde von Henry Ernst und Helmut Neumann im Jahre 1997 gegründet. Die Männer freundeten sich in den 1980er Jahren in Leipzig an, wo beide verschiedenen Jobs nachgingen (Ernst arbeitete als Kellner und Altenpfleger, Neumann als Orthopädieschuhmacher und Nachtwächter). 1989 nahmen Ernst und Neumann an den Montagsdemonstrationen in Leipzig teil. Nach dem Mauerfall und der Wiedervereinigung Deutschlands zogen beide nach Berlin.
1996 bereiste Ernst die Region Moldau im Nordosten Rumäniens. Bei einem Aufenthalt im kleinen Romadorf Zece Prăjini kam Ernst mit der lokalen, gelebten Tradition der Blechblaskapellen in direkten Kontakt. Die Musik und die Künstler beeindruckten ihn so sehr, dass er sich nach seiner Rückkehr nach Deutschland sofort daran setzte, eine erste Tournee zu buchen.

## Fanfare Ciocărlias erste Tournee und die Gründung von Asphalt Tango
Ernst schaffte es, für die Musiker aus Zece Prăjini, die sich jetzt Fanfare Ciocărlia nannten, zwanzig Konzerte in Deutschland und Frankreich zu buchen. Die somit erste Tournee der Band fand im März/April 1997 statt. Die Vorbereitungen und Durchführung brachte sehr viel Arbeit mit sich, sodass Ernst seinen Freund Neumann um Hilfe bat. Anfangs existierte Asphalt Tango Production ausschließlich als Management- und Bookingagentur für Fanfare Ciocărlia.

## Der Ausbau von Asphalt Tango zum Independent-Label und Verlag
Die ersten drei Alben von Fanfare Ciocărlia wurden allesamt vom Berliner Label Piranha veröffentlicht und erzielten sehr gute Absätze. Ernst und Neumann waren somit überzeugt, dass Asphalt Tango auch als Independent-Label funktionieren würde. Im November 2002 kam die erste Veröffentlichung von Asphalt Tango Records auf den Markt, das Debütalbum Ma Maren Ma vom bulgarischen Sänger Jony Iliev (produziert von Ernst und Neumann).
Asphalt Tango Records lizenzierte die nächsten beiden CD-Veröffentlichungen, zum einen das Album Can’t make me! der ungarischen Band Besh o droM und das Album Waltz Rromano der serbischen Roma-Band Earth Wheel Sky Band. Im April 2004 wurde dann die DVD Fanfare Ciocărlia – The Story of the Band veröffentlicht, die neben einem Konzertmitschnitt den Film Iag Bari – Brass on Fire von Ralf Marschalleck beinhaltet.
Das internationale Debüt des polnischen Akkordeon-Trios Motion Trio Pictures from the Street erschien im Mai 2004, ein Jahr später brachte das Label das vierte Album von Fanfare Ciocărlia „Gili Garabdi“ auf den weltweiten Markt.

## CD-Reihe Sounds From A Bygone Age
Im November 2005 veröffentlichte Asphalt Tango Records das erste Album der historischen CD-Reihe Sounds From A Bygone Age, die alte Aufnahmen von Roma-Musikern aus Ceausescu-Zeiten vorstellt. Volume 1 der Reihe ist dem Geiger Ion Petre Stoican und weiteren Lăutari (professionelle Roma-Musiker) aus Bukarest gewidmet und beinhaltet Aufnahmen aus den 1970er Jahren. Das Label brachte in der Reihe „Sounds From A Bygone Age“ bis dato fünf Alben von Romica Puceanu, Dona Dumitru Siminică, Toni Iordache und Gabi Lunca auf den weltweiten Musikmarkt.

## Projekt “The Gypsy Queens & Kings”
Im Jahre 2002 hatte Fanfare Ciocărlia bei der „Gypsy Caravan Tour“ (festgehalten in Jasmine Dellals Dokumentarfilm “When the road bends: Tales of a Gypsy Caravan” aus 2007) durch Nordamerika mitgewirkt. Dieses Projekt inspirierte Ernst und Neumann, etwas vergleichbares für Europa zu initiieren. In 2007 produzierten sie das Album Queens & Kings von Fanfare Ciocărlia, auf dem auch bekannte Gast-Sänger aus verschiedenen Roma Communitys Europas zu hören sind.
Die Band stellte ihr fünftes Album im Dezember 2006 mit einem Konzert im Sala Palatului in Bukarest, Rumänien vor. Fanfare Ciocărlia standen zusammen mit Esma Redžepova, Jony Iliev, Kaloomé, Mitsou und Florentina Sandu auf der Bühne. In dieser Besetzung tourte das jetzt „The Gypsy Queens & Kings“ benannte Projekt durch Europa und Australien.
In 2009 baute Asphalt Tango die Besetzung des Projekts The Gypsy Queens & Kings um, die rumänische Mahala Rai Banda ersetzt seither die Musiker der Fanfare Ciocărlia. Das Album Ghetto Blasters der Mahala Rai Banda (produziert von Ernst und Neumann) wurde vom Label Ende 2009 zum Start einer weiteren Europatournee des neuaufgelegten Projekts The Gypsy Queens & Kings veröffentlicht.

## Weitere osteuropäische Gypsy, Psych-Folk, Electronica Veröffentlichungen von Asphalt Tango Records
Asphalt Tango Records arbeitet seit seiner Gründung mit Musik aus Osteuropa. Im Februar 2006 kam das Debütalbum Kal der serbischen Gypsy Rock Band Kal auf den Markt. Im Oktober 2007 wurde die CD Voice Letter der russischen, seit den 1980ern in Berlin wohnhaften Band ErsatzMusika veröffentlicht, auf der ein Mix aus russischem Folk und Rock zu poetischen Liedtexten basierend auf der Konzeptkunst von Bandleaderin Irina Doubrovskaja zu hören ist. Im Oktober 2008 debütierte La Cherga, eine Band von Ex-Jugoslawen aus Graz, mit Fake no more, einem von Ska, Dub und Electronica beeinflussten Album. Fast zeitgleich erschien Bucharest Tango von Oana Catalina Chitu. Die rumänische Sängerin Chitu, die seit einiger Zeit in Berlin lebt, beschäftigt sich mit dem rumänischen Tango der 1930er Jahre.
Im April 2009 veröffentlichte das Label dann Kals zweites Album Radio Romanista sowie ErsatzMusikas CD Songs Unrecantable. Im November 2009 kam Kottarashkys Album Opa Hey! auf den internationalen Markt. Auf der ersten CD des bulgarischen Produzenten Nikola Gruev ist elektronische Musik durchwoben mit Samples von bekannten Roma-Musikern und Feldaufnahmen aus Bulgarien zu hören.

## Buch & CD “Princes Amongst Men: Journeys With Gypsy Musicians”
Princes Amongst Men: Journeys With Gypsy Musicians (englische Originalfassung 2005 erschienen bei Serpents Tail) ist ein Buch vom Musikjournalisten Garth Cartwright. Der Autor erzählt von seinen Reisen durch Serbien, Mazedonien, Rumänien und Bulgarien und Begegnungen mit berühmten Roma-Musikern dieser Länder. In 2008 erschien die deutsche Übersetzung unter dem Titel „Balkanblues und Blaskapellen – Unterwegs mit Roma-Musikern in Serbien, Mazedonien, Rumänien und Bulgarien“ im Hannibal Verlag. Asphalt Tango Records veröffentlichte zeitgleich die Compilation „Princes Amongst Men“, auf der die meisten der im Buch vorgestellten Musiker zu hören sind.

## Musiker
Asphalt Tango Records verfügt über die Verwertungsrechte der Werke zahlreicher Musiker, darunter:
- Ya Tosiba
- La Cherga
- Zdob și Zdub
- Motion Trio
- Ion Petre Stoican
- Pancho Balcanic Factory
- Fanfare Ciocărlia
- Oana Catalina Chitu
- ErsatzMusika
- Earth Wheel Sky Band
- Çiğdem Aslan
- The Beast From The East
- Kottarashky & The Rain Dogs
- Besh o dromM
- Dzambo Agusevi Orchestra
- Dona Dimitri Siminica
- Gabi Lunca
- Toni Iordache
- Mahala Rai Banda
- Romica Puceanu
- Volga
- Kal
- Princes Amongst Men
- Stand Up, People
- Robert Svärd
- Annique
- Jaro Milko & Cubalkanics
- Koby Israelite
- Socalled
- Soundwalk Collective
- Adrian Raso

## Diskografie
| Type         | Name                                                                           | Veröffentlichungsdatum                           |
| ------------ | ------------------------------------------------------------------------------ | ------------------------------------------------ |
| CD-ATR 0102  | Jony Iliev "Ma maren ma"                                                       | 15. November 2002                                |
| CD-ATR 0203  | Besh O Drom "Can't make me!"                                                   | 24. Januar 2003                                  |
| CD-ATR 0303  | Earth Wheel Sky Band "Waltz Rromano"                                           | 3. Oktober 2003                                  |
| DVD-ATR 0404 | Fanfare Ciocărlia "Gypsy brass legends – the Story of the band"                | 25. Oktober 2004                                 |
| CD-ATR 0504  | Motion Trio "Pictures from the street"                                         | 25. Oktober 2004                                 |
| CD-ATR 0605  | Fanfare Ciocărlia "Gili Garabdi"                                               | 7. März 2005                                     |
| CD-ATR 0705  | Motion Trio "Play-Station"                                                     | 10. Oktober 2005                                 |
| CD-ATR 0805  | Sounds from a bygone age Vol.1 "Ion Petre Stoican"                             | 1. November 2005                                 |
| CD-ATR 0906  | Kal "Kal"                                                                      | 10. Februar 2006 / Debüt                         |
| CD-ATR 1006  | Sounds from a bygone age Vol.2 "Romica Puceanu"                                | 24. Februar 2006                                 |
| CD-ATR 1106  | Sounds from a bygone age Vol.3 "Dona Dumitru Siminică"                         | 29. September 2006                               |
| CD-ATR 1207  | Fanfare Ciocărlia "Queens and Kings"                                           | 23. Februar 2007                                 |
| CD-ATR 1307  | Sounds from a bygone age Vol.4 "Toni Iordache"                                 | 27. April 2007                                   |
| CD-ATR 1407  | ErsatzMusika "Voice letter"                                                    | 21. September 2007 / Debüt                       |
| CD-ATR 1508  | Sounds from a bygone age Vol.5" Gabi Lunca"                                    | 4. April 2008                                    |
| CD-ATR 1608  | Various "Princes amongst men"                                                  | 6. Juni 2008                                     |
| CD-ATR 1708  | La Cherga "Fake no more"                                                       | 26. September 2008 / Debüt                       |
| CD-ATR 1808  | Oana Catalina Chitu "Bucharest Tango"                                          | 26. September 2008 / Debüt                       |
| LP-ATR 1908  | La Cherga "Fake no more"                                                       | 26. September 2008                               |
| CD-ATR 2009  | Kal "Radio Romanista"                                                          | 30. Januar 2009                                  |
| LP-ATR 2109  | Kal "Radio Romanista"                                                          | 30. Januar 2009 / limitierte Auflage, Vinyl 180g |
| CD-ATR 2209  | ErsatzMusika "Songs Unrecantable"                                              | 10. April 2009                                   |
| CD-ATR 2309  | Fanfare Ciocărlia "Live"                                                       | 25. September 2009                               |
| LP-ATR 2409  | Fanfare Ciocărlia "Best of Gypsy Brass"                                        | 25. September 2009 / Vinyl 180g                  |
| CD-ATR 2509  | Mahala Rai Banda / "Ghetto Blasters"                                           | 16. Oktober 2009                                 |
| CD-ATR 2609  | Kottarashky / "Opa Hey!"                                                       | 13. November 2009 / Debüt                        |
| CD-ATR 2711  | La Cherga / "Revolve"                                                          | 15. April 2011                                   |
| LP-ATR 2811  | La Cherga / "Revolve"                                                          | 15. April 2011 / Vinyl 180g                      |
| CD-ATR 2911  | Fanfare Ciocărlia vs. Boban & Marko Markovic Orchestra / "Balkan Brass Battle" | 20. Mai 2011                                     |
| LP-ATR 3011  | Fanfare Ciocărlia vs. Boban & Marko Markovic Orchestra / "Balkan Brass Battle" | 20. Mai 2011 / Vinyl 180g                        |
| CD-ATR 3112  | Zdob și Zdub / "Basta Mafia!"                                                  | 27. Januar 2012                                  |
| LP-ATR 3212  | Zdob și Zdub / "Basta Mafia!"                                                  | 27. Januar 2012 / Vinyl 180g                     |
| CD-ATR 3312  | Kottarashky & The Rain Dogs / "Demoni"                                         | 4. Mai 2012                                      |
| LP-ATR 3412  | Kottarashky & The Rain Dogs / "Demoni"                                         | 4. Mai 2012 / Vinyl 180g                         |
| CD-ATR 3513  | Koby Israelite / "blues from elsewhere"                                        | 15. März 2013                                    |
| LP-ATR 3613  | Koby Israelite / "blues from elsewhere"                                        | 15. März 2013 / Vinyl 180g                       |
| CD-ATR 3713  | Mahala Rai Banda / Various Artists / "Balkan Reggae remixed"                   | 22. März 2013                                    |
| LP-ATR 3813  | Mahala Rai Banda / Various Artists / "Balkan Reggae remixed"                   | 22. März 2013 / Vinyl 180g                       |
| CD-ATR 3913  | Oana Catalina Chitu / "Divine"                                                 | 31. Mai 2013                                     |
| LP-ATR 4013  | Oana Catalina Chitu / "Divine"                                                 | 31. Mai 2013 / Vinyl 180g                        |
| CD-ATR 4113  | Stand Up, People / Various Artists                                             | 31. Mai 2013                                     |
| LP-ATR 4213  | Stand Up, People / Various Artists                                             | 31. Mai 2013 / Vinyl 180g                        |
| CD-ATR 4313  | Çiğdem Aslan / "Mortissa"                                                      | 27. September 2013                               |
| CD-ATR 4414  | Adrian Raso and Fanfare Ciocărlia / "Devil's Tale"                             | 17. Januar 2014                                  |
| LP-ATR 4514  | Adrian Raso and Fanfare Ciocărlia / "Devil's Tale"                             | 17. Januar 2014                                  |
| CD-ATR 4614  | Jaro Milko & The Cubalkanics / "Cigarros Explosivos!"                          | 2014                                             |
| LP-ATR 4714  | Jaro Milko & The Cubalkanics / "Cigarros Explosivos!"                          | 2014                                             |
| CD-ATR 4814  | Volga / "Kumushki Pjut"                                                        | 2014                                             |
| CD-ATR 4914  | Annique / "Heads Up"                                                           | 23. Januar 2015                                  |